# セファロスポリンC
セファロスポリンC（Cephalosporin C）は、アクレモニウム属の真菌から得られたセフェム系抗菌薬である。

## 概要

セファロスポリンCの線角構造式。

セファロスポリンCの分子式はC16H21N3O8Sで、分子量は約415.41824 (g/mol)である。β-ラクタム環を有しており、β-ラクタム系抗菌薬の中でもセフェム系の抗菌薬に分類される。しかし、セファロスポリンC自体はそれほど強い抗菌活性を持っているわけではない。なお、セファロスポリンCの分子には、酢酸がカルボン酸エステルの形で結合している箇所が存在する。このエステル結合を加水分解することで酢酸を遊離する酵素として、セファロスポリンCデアセチラーゼが知られている。

## 歴史

7-アミノセファロスポラン酸の線角構造式。セファロスポリンCのアミドを加水分解してアミノ基が残る方が7-アミノセファロスポラン酸である。

セファロスポリンCは、1948年にサルデーニャ島の下水道に生息していた真菌（カビ）から発見された。しかし、発見当時は分子構造などは不明で、1961年になって真菌のアクレモニウム属の真菌（カビ）から単離され、ドロシー・ホジキンが行ったX線構造解析によって分子構造が明らかにされた。なお、セファロスポリンC自体はそれほど強い抗菌活性を示さない。しかしながら、このセファロスポリンCのアミドを加水分解すると得られる7-アミノセファロスポラン酸を出発物質として化学修飾されたものがセフェム系抗菌薬として初めて市販された医薬品となった。なお、化学修飾（化学構造の変更）を行った場所としては、主にセフェム環の7位の炭素に付いているアミノ基の先の部分と、セフェム環の3位の炭素（セフェム環内の硫黄原子と窒素原子とが含まれる6員環の中で、唯一、窒素とも硫黄とも隣り合っていない炭素）の先の部分が挙げられる。